# Senecioneae
Senecioneae es una tribu de plantas de la familia Asteraceae; contiene muchos géneros incluyendo  Senecio.  Sus miembros exhiben probablemente el más grande rango de posibilidades de formas de un vegetal: anuales, de crecimiento vertiginoso de  flora alpina, hierbas perennes, arbustos, trepadoras, de hojas suculentas, tallos & raíces suculentos, árboles y plantas semiacuáticas.

## Clasificación
Desde los días de Bentham, el "primer botánico sistemático del siglo XIX" se han hecho considerables esfuerzos para clasificar y entender la sorprendente diversidad morfológica de la tribu Senecioneae. El punto de vista tradicional de la tribu ha sido la de un enorme género Senecio y muchos otros géneros que presentan diversos grados de carácter distintivo. La circunscripción y delimitación de la tribu ha experimentado expansiones y contracciones en las últimas décadas  y los grupos de géneros se han salido o entrado, así es el caso de Arnica, Liabum, Munnozia, Schistocarpha, etc, que desde entonces han sido excluidos. De las varias posibles causas de esta constante redefinición, una es, y probablemente la mayor, que se sabe poco sobre sus relaciones intergenéricas o la falta de mayor comprensión filogenética  por los problemas de conflicto de caracteres morfológicos, el gran tamaño de la tribu, la ausencia de una delimitación precisa de la circunscripción y la naturalidad de estos conjuntos en combinación con la imprecisión de los límites de las diferentes especies en sí mismos.
La mayoría de los géneros que se han eliminado de Senecioneae en su sentido más amplio han sido incluidos en Liabeae o dentro de una amplia  Heliantheae (por ejemplo, aliados en Arnicinae, Chaenactidinae, o Madiinae; Haploësthes en Flaveriinae; Raillardella y aliados en Madiinae). Información adicional se puede encontrar en BG Baldwin et al. (2002), H.Robinson (1981), B. Nordenstam (1977-1978) y K.Bremer (1994).

## Géneros
Selección de géneros compilados de varias listas:
Comprende 5 subtribus, con unos 150 géneros y 3000 especies:
Subtribu Abrotanellinae
Comprende 1 género 20 especies
- Abrotanella (Gaudich.) Cass., 1825 (20 spp.)

Subtribu Brachyglottidineae
Comprende 9 géneros:
| - Acrisione B.Nord. - Bedfordia DC. - Brachyglottis J.R.Forst. & G.Forst. - Centropappus Hook. f. - Dolichoglottis B.Nord. | - Haastia Hook. f. - Papuacalia Veldk. - Traversia Hook. f. - Urostemon B.Nord. |

Subtribu Othonninae
Comprende 5 géneros:
- Euryops (Cass.) Cass.
- Gymnodiscus Less. (2 spp.)
- Hertia Less.
- Lopholaena DC.
- Othonna L.

Subtribu Senecioninae
Comprende 92 géneros:
| - Adenostyles Cass. (9 spp.) - Antillanthus B.Nord. - Arbelaezaster Cuatrec. - Arrhenechthites Mattf. - Austrosynotis C.Jeffrey - Bethencourtia Choisy - Bolandia G.Cron (2 spp.) - Cabreriella Cuatrec. - Cadiscus E.Mey. ex DC. (1 sp.) - Canariothamnus B. Nord. (1 sp.) - Caucasalia B.Nord. - Caxamarca M.O.Dillon & Sagást. (1 sp.) - Charadranaetes J.Janovec & H.Rob. - Cineraria L. - Cissampelopsis (DC.) Miq. - Crassocephalum Moench - Culcitium Humb. & Bonpl. - Curio P. V. Heath - Dauresia B.Nord. & Pelser - Delairea Lem. (1 sp.) - Dendrocacalia (Nakai) Nakai ex Tuyama - Dendrophorbium (Cuatrec.) C.Jeffrey (71 spp) - Dendrosenecio (Hauman ex Hedberg) B.Nord. (11 spp.) - Digitacalia Pippen - Dolichorrhiza (Pojark.) Galushko - Dorobaea Cass. - Ekmaniopappus A.Borhidi - Elekmania B.Nord - Emilia (Cass.) Cass. - Erechtites Raf. - Eriotrix Cass. - Faujasia Cass. - Faujasiopsis C.Jeffrey - Garcibarrigoa Cuatrec. - Graphistylis B.Nord. - Gynura Cass. - Herodotia Urb. & Ekm. - Herreranthus B.Nord. (1 sp.) - Hoehnephytum Cabrera - Hubertia Bory - Humbertacalia C.Jeffrey - Ignurbia B.Nord. (1 sp.) - Io B.Nord. - Iocenes B.Nord. - Iranecio B.Nord. - Jacmaia B.Nord. | - Jacobaea Mill. (43 spp.) - Jessea H.Rob. & Cuatrec. - Kleinia Mill. - Lachanodes DC. - Lamprocephalus B.Nord. (1 sp.) - Lasiocephalus Schlecht. - Leonis B.Nord. - Lomanthus B.Nord.& Pelser - Lordhowea B.Nord. - Lundinia B.Nord. (1 sp.) - Mattfeldia Urb. - Mesogramma DC (1 sp.) - Mikaniopsis Milne-Redh. - Misbrookea V.A.Funk - Monticalia C.Jeffrey - Nelsonianthus H.Rob. & Brettell - Nesampelos B.Nord. - Oldfeltia B.Nord. & Lundin - Oligothrix DC. (1 sp.) - Oresbia G.Cron & B.Nord - Packera A.Löve & D.Löve (65 spp.) - Paracalia Cuatrec. - Parafaujasia C.Jeffrey - Pentacalia Cass. (225 spp.) - Pericallis D.Don in Sweet - Phaneroglossa B.Nord. (1 sp.) - Pippenalia McVaugh - Pladaroxylon (Endl.) Hook. f. - Pojarkovia Askerova - Psacaliopsis H.Rob. & Brettell - Pseudogynoxys (Greenm.) Cabrera - Rockhausenia D.J.N.Hind - Rugelia Shuttlew. ex Chapm (1 sp.) - Scrobicaria Cass. - Senecio L. - Shafera Greenm. - Solanecio (Sch.Bip.) Walp. - Steirodiscus Less. - Stilpnogyne DC. (1 sp.) - Synotis (C.B.Clarke) C.Jeffrey & Y.L.Chen - Talamancalia H.Rob. & Cuatrec. - Villasenoria B.L.Clark - Werneria Kunth - Xenophyllum V.A.Funk - Yermo Dorn (1 sp.) - Zemisia B.Nord. (1 sp.) |

Subtribu Tussilagininae
Comprende 37 generi:
| - Aequatorium B.Nord. - Arnoglossum Raf. - Barkleyanthus H.Rob. & Brettell (1 sp.) - Blennosperma Less. - Cacaliopsis Gray (1 sp.) - Capelio B.Nord. - Chersodoma Phil. - Cremanthodium Benth. - Crocidium Hook. (1 sp.) - Endocellion Turcz. ex Herder - Farfugium Lindl. (2 spp.) - Gynoxys Cass. - Homogyne Cass. - Ischnea F.Muell. - Lepidospartum (A.Gray) A.Gray - Ligularia Cass. - Ligulariopsis Y.L.Chen (1 sp.) - Luina Benth. (2 spp.) - Miricacalia Kitam. | - Nemosenecio (Kitam.) B.Nord. - Nordenstamia Lundin - Paragynoxys (Cuatrec.) Cuatrec. - Parasenecio W.W.Smith & Small - Petasites Mill. - Pittocaulon H.Rob. & Brettell - Psacalium Cass. - Rainiera Greene (1 sp.) - Robinsonecio T.M.Barkley & J.P.Janovec - Robinsonia DC. - Roldana La Llave & Lex. - Sinacalia H.Rob. & Brettell - Sinosenecio B.Nord. - Syneilesis Maxim. - Telanthophora H.Rob. & Brettell - Tephroseris (Reichenb.) Reichenb. (41 spp.) - Tetradymia DC. - Tussilago L. |